# Джозефіна Ловетт
Джозефіна Ловетт (англ. Josephine Lovett, ім'я при народженні — Джозефіна Шоу (англ. Josephine Shaw); 21 жовтня 1877, Сан-Франциско, Каліфорнія, США — 17 вересня 1958, Ранчо Санта-Фе, Каліфорнія, США) — американська сценаристка та акторка. Номінантка на премію «Оскар» в номінації «Найкращий адаптований сценарій» за фільм «Наші танцюючі дочки» (1928).

## Біографія
Джозефіна Шоу народилася 21 жовтня 1877 року в Сан-Франциско (штат Каліфорнія, США).
За період своєї 19-річної кар'єри, що тривала з 1916 до 1935 року, Ловетт (сценічний псевдонім Шоу) написала сценарій до 33 фільмів і знялася в одному.
У 1930 році Ловетт була номінована на «Оскар» в номінації «Найкращий адаптований сценарій» за фільм «Наші танцюючі дочки» (1928), але її обійшов німецький сценарист Ганнс Кралі, який отримав нагороду за фільм «Патріот».
Ловетт була одружена з режисером, продюсером і актором Джоном Стюартом Робертсономс (1878—1964), до фільмів якого вона часто писала сценарії.
Ловетт померла 17 вересня 1958 року в Ранчо Санта-Фе (штат Каліфорнія, США) в 80-річному віці, через 23 роки після закінчення своєї кар'єри.

## Вибрана фільмографія
- 1927 : Сигнал горна / The Bugle Call
- 1927 : Дорога до романтики / The Road to Romance
- 1928 : Наші танцюючі дочки / Our Dancing Daughters
- 1929 : Єдиний стандарт / The Single Standard
- 1929 : Наші сучасні дівчата / Our Modern Maidens